# 矛尾魚
矛尾魚，又名拉蒂邁魚，是矛尾魚屬（学名：Latimeria）的魚類。原以為腔棘魚已經全面滅絕，但於1938年瑪羅麗·考特內-拉蒂邁收到漁民捕魚時發現其活體，詹姆斯·里奧納多·布萊爾利·史密斯鑒定後發現是西印度洋矛尾魚（L. chalumnae），後又多次在同一海域成功捕獲。因矛尾魚與幾百萬年前，甚至更古老的祖先有十分相似的外貌特徵，故被稱為「活化石」。

## 種類
| 種             | 學名                  | 發現年份 | 分佈                   | 發現者                                                           | IUCN |
| -------------- | --------------------- | -------- | ---------------------- | ---------------------------------------------------------------- | ---- |
| 西印度洋矛尾鱼 | Latimeria chalumnae   | 1939     | 東非海域               | J. L. B. Smith                                                   | 极危 |
| 印尼矛尾鱼     | Latimeria menadoensis | 1997     | 印尼蘇拉維西島附近海域 | Pouyaud, Wirjoatmodjo, Rachmatika, Tjakrawidjaja, Hadiaty, Hadie | 易危 |

## 特徵
矛尾魚尾鰭有三葉，中間葉突出，呈矛狀，偶鰭有肉葉，鱗片大而圓，鰭上也有鱗片覆蓋，下頜下部有兩個大骨板，體粗大，長約1.5米。南非發現的西印度洋矛尾鱼外表呈深藍色，可能是海洋中的偽裝；印尼發現的印尼矛尾鱼則是呈褐色的。根據其內耳石年輪估計，牠們可以活到80－100歲。
矛尾魚一般棲息在90－200米的深海，最深更可達至700米。在南非蘇達瓦那灣的矛尾魚在日間會棲息在水深90－150米的洞穴中，夜間則會上升到55米水深的地方覓食。水深及陰暗並不影響牠們的生存，最為重要的是水溫要在14－22℃間。牠們會上升或下沉至此水溫的環境，以確保氧的吸入量。
矛尾魚的眼睛有反光膜及很多視桿細胞，就算在深水中視覺也很銳利。牠們未曾在日間被捕捉到，所有標本都是在夜間捕捉的。
矛尾魚是機會主義者，主要獵食烏賊、魷魚、線鰻、細小的鯊魚及其他深海底的魚類。牠們可以頭向下游泳，甚至向後或腹部向上游泳來尋找獵物，完全發揮喙腺的功能。科學家懷疑牠們可以隨意減低代謝率，以接近冬眠的狀態下沉到較難生存的深海處。
矛尾魚是卵胎生的，雌魚每次會生5－25條幼魚。幼魚出生後就已經能夠獨立。牠們的繁殖行為不詳，但相信牠們要到20歲才達至性成熟。妊娠期估計為13－15個月。

## 發現歷史
於1938年，在南非東倫敦的漁民捕獲了一條奇特的魚。船長指最初發現時此魚是藍色的，但後來漸變成深灰色，並交予瑪羅麗·考特內-拉蒂邁。但此魚卻未能存活，拉蒂邁就將此魚繼而交予詹姆斯·里奥纳多·布莱尔利·史密斯，史密斯發現此魚是腔棘魚，並將之命名為矛尾魚。當時對腔棘魚的認識只有從化石獲得，故矛尾魚被指是活化石。
14年後於1952年在葛摩發現了另一矛尾魚的標本，並被命名為另一物種。但後來發現該標本在捕獲時受傷，失去了第一背鰭，故其實也是矛尾魚。於1988年，在大葛摩島西岸對開的180米水深處發現了矛尾魚的天然棲息處。
於1997年，在印尼蘇拉威西島發現了一種奇特的魚，外表像葛摩的矛尾魚，但卻不是藍色的。DNA測試發現這個標本在基因上與矛尾魚有所不同。後來於1999年亦被正式描述，是為矛尾魚的另一個種。分子分析估計兩個種的分支時間大約是在4000－3000萬年前。

## 分佈范围
西印度洋矛尾魚分佈在南非及東非海域；而印尼矛尾魚則分佈在印尼蘇拉維西島附近海域。